# تيموثي كوكس
تيموثي كوكس (بالإنجليزية: Timothy Cox)‏ هو لاعب كرة قاعدة أسترالي، ولد في 8 يوليو 1986.

## روابط خارجية
- تيموثي كوكس على موقعبيزبول رفرنس.كوم (الدوري الثانوي) (الإنجليزية)